# Allsvenskan 2008
L'Allsvenskan 2008 è stata l'84ª edizione della massima serie del campionato svedese di calcio con la denominazione di Allsvenskan.
La prima edizione del campionato svedese con sedici partecipanti ai nastri di partenza ha avuto inizio il 30 marzo 2008 e si è conclusa il 9 novembre 2008 con la vittoria finale del Kalmar, che si è aggiudicato il titolo nazionale per la prima volta nella sua storia. Tutte e tre le neopromosse sono scese in Superettan: il GIF Sundsvall e il Norrköping sono retrocesse direttamente, mentre il Ljungskile è retrocesso in seguito alla sconfitta nello spareggio contro il Brommapojkarna, che ha avuto la meglio grazie alla regola dei gol fuori casa.

## Squadre partecipanti
- AIK
- Djurgården
- Elfsborg
- GAIS
- Gefle
- GIF Sundsvall[1]
- Halmstad
- Hammarby

- Helsingborg
- IFK Göteborg[2]
- Kalmar
- Ljungskile[1]
- Malmö FF
- IFK Norrköping[1]
- Örebro
- Trelleborg

## Classifica finale
|  |     | Classifica finale | Pt | G  | V  | N  | P  | GF | GS | DR  |
|  | --- | ----------------- | -- | -- | -- | -- | -- | -- | -- | --- |
|  | 1.  | Kalmar            | 64 | 30 | 20 | 4  | 6  | 70 | 32 | +38 |
|  | 2.  | Elfsborg          | 63 | 30 | 19 | 6  | 5  | 49 | 18 | +31 |
|  | 3.  | IFK Göteborg      | 54 | 30 | 15 | 9  | 6  | 50 | 26 | +24 |
|  | 4.  | Helsingborg       | 54 | 30 | 16 | 6  | 8  | 54 | 41 | +13 |
|  | 5.  | AIK               | 45 | 30 | 12 | 9  | 9  | 36 | 32 | +4  |
|  | 6.  | Malmö FF          | 44 | 30 | 12 | 8  | 10 | 51 | 46 | +5  |
|  | 7.  | Örebro            | 42 | 30 | 11 | 9  | 10 | 36 | 39 | -3  |
|  | 8.  | Halmstad          | 41 | 30 | 11 | 8  | 11 | 41 | 38 | +3  |
|  | 9.  | Hammarby          | 41 | 30 | 11 | 8  | 11 | 44 | 51 | -7  |
|  | 10. | Trelleborg        | 40 | 30 | 9  | 13 | 8  | 33 | 31 | +2  |
|  | 11. | GAIS              | 38 | 30 | 9  | 11 | 10 | 30 | 36 | -6  |
|  | 12. | Djurgården        | 36 | 30 | 9  | 9  | 12 | 30 | 41 | -11 |
|  | 13. | Gefle             | 28 | 30 | 7  | 7  | 16 | 33 | 42 | -9  |
|  | 14. | Ljungskile        | 24 | 30 | 6  | 6  | 18 | 23 | 52 | -29 |
|  | 15. | GIF Sundsvall     | 22 | 30 | 5  | 7  | 18 | 26 | 54 | -26 |
|  | 16. | IFK Norrköping    | 20 | 30 | 4  | 8  | 18 | 31 | 58 | -27 |

### Spareggio promozione/salvezza
Allo spareggio salvezza/promozione vennero ammesse la quattordicesima classificata in Allsvenskan (Ljungskile SK) e la terza classificata in Superettan (IF Brommapojkarna).
| Stoccolma 13 novembre 2008, ore 19:00 | Brommapojkarna       | 0 – 0 referto | Ljungskile | Grimsta IP\| Arbitro: \| Markus Strömbergsson \| |
| Arbitro:                              | Markus Strömbergsson |               |            |                                                  |

| Arbitro: | Daniel Stålhammar |

|              |           |               |
| Wålemark 48’ | Marcatori | 45+3’ Haglund |

### Verdetti
- Kalmar (campione di Svezia) qualificato al primo turno della Champions League 2009-10
- Elfsborg qualificato per il secondo turno della Europa League 2009-10
- IFK Göteborg qualificato per il terzo turno della Europa League 2009-10
- Helsingborg qualificato per il primo turno della Europa League 2009-10
- Ljungskile (dopo spareggio con il  Brommapojkarna),  GIF Sundsvall e  IFK Norrköping retrocesse in Superettan

### Squadra campione
- Viktor Elm (30/15)
- Patrik Ingelsten (29/19)
- Petter Wastå (29)
- David Elm (27/7)
- Rasmus Elm (27/5)
- Marcus Lindberg (26/1)
- Henrik Rydström (26/1)
- Patrik Rosengren (22/1)
- Lasse Johansson (22)
- Abiola Dauda (21/5)
- Arthur Sorin (21)
- Joachim Lantz (20)

- Daniel Sobralense (19/5)
- Stefan Larsson (18/1)
- Mikael Eklund (17)
- Cesar Santin (15/9)
- Emin Nouri (13)
- Jimmie Augustsson (11)
- Marcel Sacramento (4)
- Petter Lennartsson (4)
- Erik Israelsson (3)
- Robin Östlind (1)
- Marcus Mårtensson (1)
- Zlatan Asinovic (1)

- Allenatore:  Nanne Bergstrand

## Statistiche

### Record
- Maggior numero di vittorie:  Kalmar (20)
- Minor numero di sconfitte:  Elfsborg (5)
- Migliore attacco:  Kalmar (70 goal fatti)
- Miglior difesa:  Elfsborg (18 reti subite)
- Miglior differenza reti:  Kalmar (+38)
- Maggior numero di pareggi:  Trelleborg (13)
- Minor numero di pareggi:  Kalmar (4)
- Maggior numero di sconfitte:  Ljungskile,  GIF Sundsvall,  IFK Norrköping (18)
- Minor numero di vittorie:  IFK Norrköping (4)
- Peggior attacco:  Ljungskile (23 reti segnate)
- Peggior difesa:  IFK Norrköping (58 reti subite)
- Peggior differenza reti:  Ljungskile (-29)

### Classifica marcatori
| Gol |  |  | Giocatore        | Squadra     |
| --- |  |  | ---------------- | ----------- |
| 19  |  |  | Patrik Ingelsten | Kalmar      |
| 15  |  |  | Viktor Elm       | Kalmar      |
| 15  |  |  | Anselmo          | Halmstad    |
| 14  |  |  | Charlie Davies   | Hammarby    |
| 14  |  |  | Henrik Larsson   | Helsingborg |
| 14  |  |  | Ola Toivonen     | Malmö FF    |